# Chondrilla nucula
Espèce
Chondrilla nucula est une espèce d'éponges qui s'avère être très toxique pour la plupart des spongivores. Elles forment de petits coussinets allongés ou arrondis, marron au brun, qui mesure jusqu'à 2 cm de large. Elles vivent toujours en colonies qui se développent à l'horizontale entre 6 et 8 mètres de fond. Leur reproduction est asexuée.
Elles sont consommées par les tortues imbriqués.